# 857 (numero)
Ottocentocinquantasette (857) è il numero naturale dopo l'856 e prima dell'858.

## Proprietà matematiche
- È un numero dispari.
- È un numero primo.
  - È un numero primo di Eisenstein.
- È un numero palindromo nel sistema di numerazione posizionale a base 12 (5B5).
- È un numero malvagio.
- È un numero nontotiente in quanto dispari e diverso da 1.
- È un numero intero privo di quadrati.
- È parte delle terne pitagoriche (232, 825, 857), (857, 367224, 367225).

## Astronomia
- 857 Glasenappia è un asteroide della fascia principale.
- NGC 957 è una galassia lenticolare della costellazione della Fornace.

## Astronautica
- Cosmos 857 è un satellite artificiale russo.